# Соломонова Острва на Летњим олимпијским играма 2008.
Соломонова острва на Летњим олимпијским играма учествују седми пут. На Олимпијским играма 2008., у Пекингу, у Кини учествовали су са три учесника (један мушкарац и две жене), који су се такмичили у два индивидуална спорта.
Заставу Соломонских острва на свечаном отварању Олимпијских игара 2008. носила је дизачица тегова Венди Хејл.

## Спортисти Соломонских острва по дисциплинама

### Атлетика

#### Мушкарци
| Атлетичар       | Дисциплина | Група    | Група | Четвртфинале         | Четвртфинале         | Полуфинале           | Полуфинале           | Финале               | Финале               |
| Атлетичар       | Дисциплина | Резултат | Место | Резултат             | Место                | Резултат             | Место                | Резултат             | Место                |
| --------------- | ---------- | -------- | ----- | -------------------- | -------------------- | -------------------- | -------------------- | -------------------- | -------------------- |
| Френсис Маниору | 100 м      | 11.09    | 67    | Није се квалификовао | Није се квалификовао | Није се квалификовао | Није се квалификовао | Није се квалификовао | Није се квалификовао |

#### Жене
| Паулин Квалеа | 100 м | 13.28 | 75 | Није се квалификовала | Није се квалификовала | Није се квалификовала | Није се квалификовала | Није се квалификовала | Није се квалификовала |

### Дизање тегова

#### Жене
| Текмичар   | Дисциплина | Трзај    | Трзај   | Избачај  | Избачај | Укупно | Пласман |
| Текмичар   | Дисциплина | Резултат | Пласман | Резултат | Пласман | Укупно | Пласман |
| ---------- | ---------- | -------- | ------- | -------- | ------- | ------ | ------- |
| Венди Хејл | - 58 кг    | 78       | 12      | 95       | 12      | 173    | 12      |